# Lempire
Lempire is een gemeente in het Franse departement Aisne (regio Hauts-de-France) en telt 107 inwoners (2009). De plaats maakt deel uit van het arrondissement Saint-Quentin.

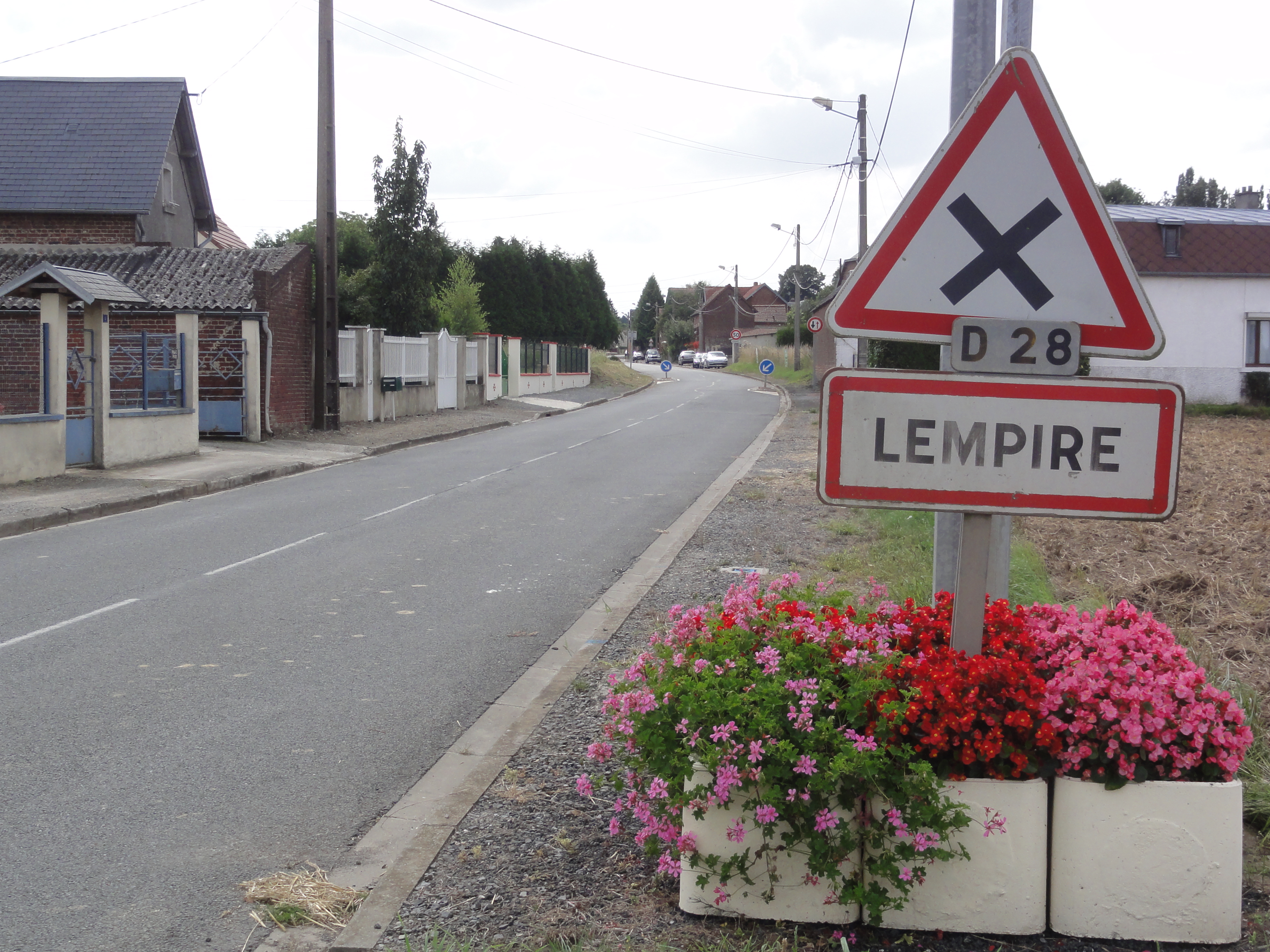
Lempire
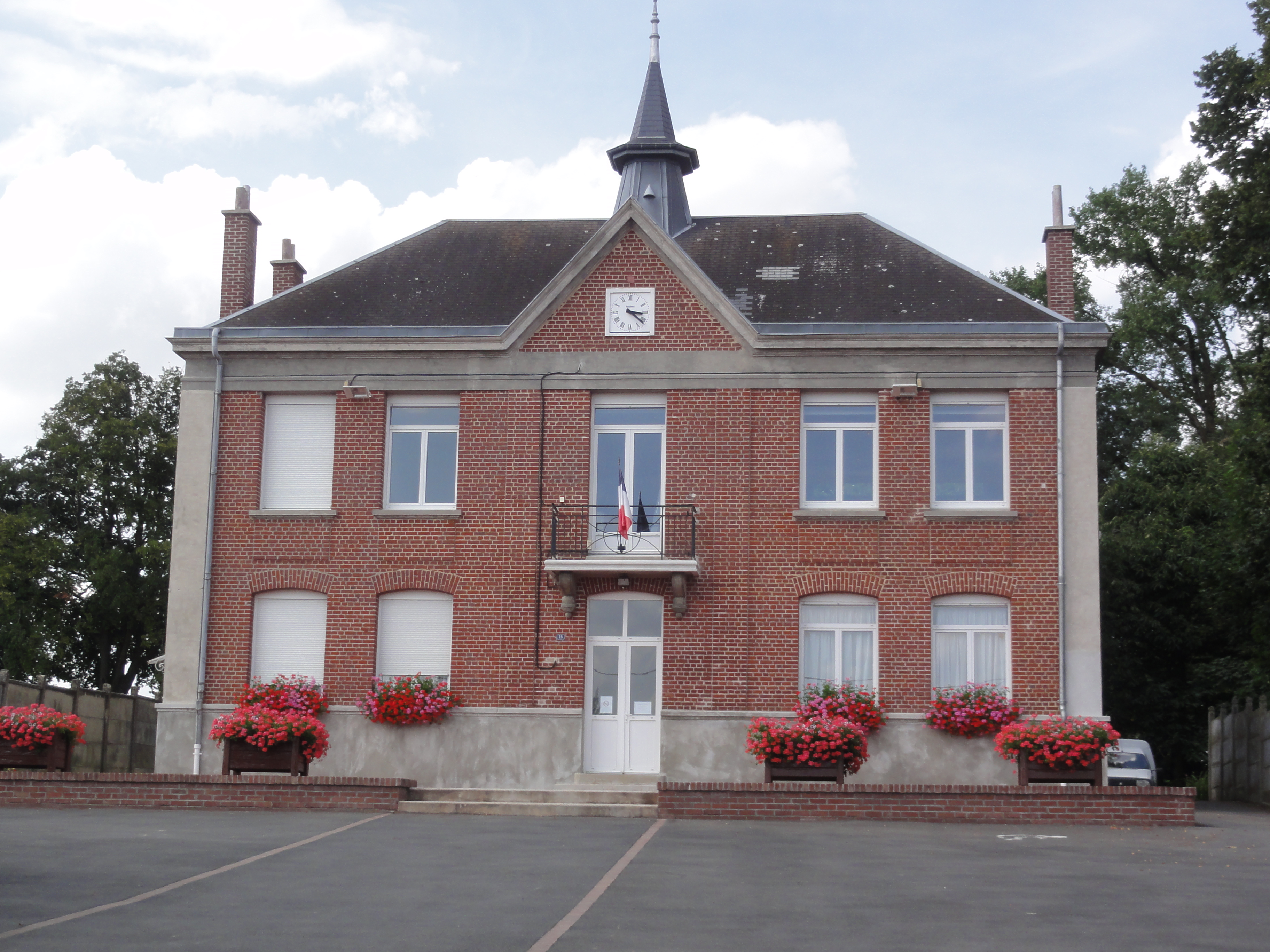
Gemeentehuis

## Geografie
De oppervlakte van Lempire bedraagt 2,6 km², de bevolkingsdichtheid is dus 41,2 inwoners per km².
De onderstaande kaart toont de ligging van Lempire met de belangrijkste infrastructuur en aangrenzende gemeenten.

## Demografie
Onderstaande figuur toont het verloop van het inwonertal (bron: INSEE-tellingen).
Vanwege een beveiligingsprobleem met de MediaWiki Graph-software is het momenteel niet mogelijk deze grafiek weer te geven. Zodra de software is bijgewerkt zal de grafiek vanzelf weer zichtbaar worden.